# Alling Å (Djursland)
De Alling Å is een 35 km lang riviertje in het westen van Djursland in Denemarken. De Alling Å mondt uit bij Allingåbro in de tak van Randers Fjord genaamd Grund Fjord.
Het stroomgebied van de Alling Å grenst in het noorden aan de stroomgebieden van de Randers Fjord en Gudenåen en in het westen aan het stroomgebied van Lilleåen. In het zuiden is de grens de bergkam ten noorden van Kalø Vig . In het oosten grenst het aan het stroomgebied van Kolindsund, en in het noordoosten aan de Hevring Å, die uitmondt in het Kattegat. Administratief is het stroomgebied verdeeld tussen de gemeenten Norddjurs, Syddjurs, Randers en Favrskov.
Het riviertje vindt zijn oorsprong in het gebied ten noordoosten van Hadsten in een moerassig gebied net boven de Nordjyske Motorvej en loopt eerst naar het noordwesten en kort daarna naar het noordoosten, voorbij Ølst, waar hij wordt doorkruist door de snelweg. Bij Robdrup stroomt Brusgård Møllebæk vanuit het noorden de stroom in. Alling Å gaat verder van Robdrup naar het oosten, langs Årslev en de landhuizen Clausholm en Tustrup. Net voor Nybro tussen Hørning en Mygind wordt het riviertje vanuit het zuiden gevoed door  de Skader Å en de Skørring Å (daarvoor Rosenholm Å genoemd, zoals het nog steeds wordt genoemd in de bovenloop, waar het Slot Rosenholm gepasseerd wordt). De Skørring Å is bijna net zo breed als de Alling Å vóór de inham. Hierna is Alling Å zo breed dat het mogelijk (en toegestaan) is om op de rivier te kanoën.
Bij Sjellebro wordt Alling Å doorkruist door primaire route 21. Vanaf hier is het mogelijk om een dagtocht per kano te beginnen over het 17 km lange traject naar Allingåbro. Vanuit Sjellebro gaat de stroom oostwaarts voorbij Fløjstrup met instroom vanuit het noorden vanuit de Oksenbæk, Vester Alling en Øster Alling, waar er vanuit het oosten instroom is vanuit Vejle Å, die afkomstig is van Ring Sø bij Pindstrup. Bij de samenvloeiing buigt de Alling Å naar het noorden, waar het Gammel Estrup passeert, iets ten westen van Auning, en verder noordwestwaarts gaat door Allingåbro. Net voor de monding in Grund Fjord mondt de Hejbæk vanuit het noordoosten in de Alling Å uit.

## Aardverschuivingen en pijpleidingen 2023-2024
In juni 2023 stelde de gemeente Randers dat een mogelijke aardverschuiving bij het bedrijf Nordic Waste A/S op eigen terrein kon worden afgehandeld en geen gevaar zou opleveren voor Ølst.
In het najaar van 2023 viel er ongewoon zware regenval in Denemarken, waardoor 2,5 miljoen ton verontreinigde grond zo zacht werd op de Nordic Waste ten zuidwesten van het dorp Ølst dat de grond over de onderliggende kleilaag begon te glijden in de richting van Alling Å in december 2023. De aardverschuiving versnelde op 9-10 december en beschadigde verschillende gebouwen van het bedrijf, die op 11 december begonnen met de sloop. Op 14 december waren in totaal zes gebouwen gesloopt en was het bedrijf bezig om 1500 ton vervuild materiaal weg te transporteren. Op 19 december staakte Nordic Waste zijn pogingen om de aardverschuiving te stoppen omdat de aardverschuiving zo hevig was geworden dat het onveilig was om eraan te werken. Het bedrijf ontsloeg 31 werknemers. Daarna begon de gemeente Randers in grote haast met het aanleggen van 300 meter wal om te voorkomen dat de vervuilde grond de beek zou verstoppen en grote milieuproblemen zou veroorzaken. In januari 2024 werd 10.000 ton van de grond verplaats voor de aanleg van een nieuwe geluidswal aan de Silkeborg-snelweg.
De gemeente heeft voor de werkzaamheden een bedrag van DKK 41 miljoen (ca. 7,5 miljoen euro) betaald. De staat heeft DKK 205 miljoen (ca 28 miljoen euro) opzijgezet om een voorlopige betaling te garanderen aan de externe aannemers die zich inzetten om de aardverschuiving terug te dringen, en de autoriteiten eisen dat het bedrijf de kosten dekt.
De aardverschuiving kan ruim een jaar aanhouden en heeft het potentieel om Ølst met 5 meter grond te bedekken als er niets wordt gedaan.